# Epibryon casaresii
Epibryon casaresii är en svampart. Epibryon casaresii ingår i släktet Epibryon och familjen Pseudoperisporiaceae.

## Underarter
Arten delas in i följande underarter:
- frullaniae
- casaresii